# Església Vella del Pont de Suert
L'Església Vella dita també de l'Assumpció o de Santa Maria fou l'església parroquial del Pont de Suert, fins al 1955, a la construcció de l'Església Nova. Actualment l'edifici de l'església alberga la Col·lecció del Museu d'Art Sacre de la Ribagorça. A la petita plaça que hi ha al davant, hi ha l'antic cementiri medieval, ara enterrat, i el Palau Abacial dels abats de Santa Maria de Lavaix, un edifici del segle xv, on es troba el campanar de l'església, senzill, de torre quadrada amb quatre finestres i teulat de piràmide. Només en sonen les campanes la Nit de Sant Joan, el 23 de juny, durant el descens de les Falles des del Faro. Té dos altars originals, dedicats a Santa Anna i Sant Sebastià. L'obra més famosa és la verge de la Mola molt venerada al poble, del segle xiii i policromada, procedent de l'ermita de la Mola, a Buira, a l'Aragó.
Església d'una sola nau amb volta de canó i teulada a dues vessants. L'accés es realitza per una porta amb arc de mig punt sense cap valor situada al lateral. La il·luminació es realitza mitjançant un rosetó senzill i petites finestres espitlleres irregulars. Els murs, ancorats a la roca de la vora del riu, són de carreus de pedra reblats i arrebossats. La coberta és de teula àrab. El conjunt de casa rectoral amb campanar i l'església defineixen una placeta que s'obre en un mirador a la ribera del Noguera Ribagorçana.

## Història
Es va començar a construir al segle xiii, amb la fundació del poble. D'aquella època només en resta la nau central, que culmina amb una volta de canó. El segle xviii es va remodelar i s'hi van afegir naus laterals, un cor i passadissos per damunt de les naus laterals i una porta d'arc de mig punt al mur sud. Té una planta irregular i en el mur nord s'hi va afegir la casa del ponter, ara desapareguda, que s'encarregava de cobrar per passar el pont.
El 1586 una greu epidèmia va cessar després de les pregàries a Sant Cosme (màrtir) i Sant Sebastià i per aquest motiu es fa una celebració i novena popular anual d'agraïment tradicional.